# Grand Est Open 88 2025
Il Grand Est Open 88 2025 è stato un torneo di tennis giocato sul terra rossa. È stata la 18ª edizione del torneo, facente parte della categoria WTA 125 nell'ambito del WTA Challenger Tour 2025. Si è giocato al Tennis Club de Contrexéville di Contrexéville in Francia dal 7 al 13 luglio 2025.

## Partecipanti al singolare

### Teste di serie
| Nazionalità | Giocatrice                  | Ranking* | Testa di serie |
| ----------- | --------------------------- | -------- | -------------- |
| Francia     | Varvara Gracheva            | 92       | 1              |
| Francia     | Léolia Jeanjean             | 96       | 2              |
| Svizzera    | Rebeka Masarova             | 100      | 3              |
| Francia     | Elsa Jacquemot              | 113      | 4              |
| Regno Unito | Francesca Jones             | 122      | 5              |
| Svizzera    | Simona Waltert              | 127      | 6              |
| Andorra     | Victoria Jiménez Kasintseva | 136      | 7              |
|             | Oksana Selechmet'eva        | 144      | 8              |

* Ranking al 30 giugno 2025.

### Altre partecipanti
Le seguenti giocatrici hanno ricevuto una wildcard per il tabellone principale:
- Julie Belgraver
- Amandine Hesse
- Séléna Janicijevic
- Margaux Rouvroy

La seguente giocatrice è entrata in tabellone utilizzando il ranking protetto:
- Aliona Bolsova

Le seguenti giocatrici sono passate dalle qualificazioni:
- Ángela Fita Boluda
- Ekaterina Kazionova
- Mathilde Lollia
- Kaitlin Quevedo

### Ritiri
Prima del torneo
- Sára Bejlek → sostituita da  Anouk Koevermans
- Cristina Bucșa → sostituita da  Laura Pigossi
- Mihaela Buzărnescu → sostituita da  Alina Čaraeva
- Maja Chwalińska → sostituita da  Petra Marčinko
- Veronika Erjavec → sostituita da  Carole Monnet
- Gao Xinyu → sostituita da  Tessah Andrianjafitrimo
- Joanna Garland → sostituita da  Julia Riera
- Danka Kovinić → sostituita da  Susan Bandecchi
- Elena Pridankina → sostituita da  Tiantsoa Rakotomanga Rajaonah
- Lanlana Tararudee → sostituita da  Giorgia Pedone
- Anca Todoni → sostituita da  Miriam Bulgaru

## Partecipanti al doppio

### Teste di serie
| Nazione     | Giocatrice     | Nazione     | Giocatrice        | Ranking* | Testa di serie |
| ----------- | -------------- | ----------- | ----------------- | -------- | -------------- |
| Stati Uniti | Quinn Gleason  | Brasile     | Ingrid Martins    | 150      | 1              |
| Regno Unito | Emily Appleton | Paesi Bassi | Isabelle Haverlag | 175      | 2              |

* Ranking al 30 giugno 2025. 

## Campionesse

### Singolare
Francesca Jones ha sconfitto in finale  Elsa Jacquemot con il punteggio di 6-4, 7-6(2).

### Doppio
Quinn Gleason /  Ingrid Martins hanno sconfitto in finale  Emily Appleton /  Isabelle Haverlag con il punteggio di 6-1, 7-6(4).